# Eichhorner Bach
Der Eichhorner Bach ist ein rechter Zufluss zur Zaya bei Niederabsdorf in Niederösterreich.
Der Eichhorner Bach entsteht südlich von Eichhorn durch den Zusammenfluss des Großinzersdorfer Baches als seinen rechten und des Zistersdorfer Baches als seinen linken Quellbach. Der aus Großinzersdorf kommende, kaum nennenswerte Zubringer aufweisende Großinzersdorfer Bach entspringt südöstlich von Gaiselberg und durchfließt danach den namensgebenden Ort Großinzersdorf; der Zistersdorfer Bach entspringt bei Windisch Baumgarten und durchströmt danach Zistersdorf, wo er am Ortsende den beim Kaiser-Bründl entspringenden Albrechtstalbach aufnimmt und später noch den Göstingbach, der nordwestlich von Gösting hervorquellt.
Nach den Zusammenfluss der beiden Quellbäche passiert der Eichhorner Bach don Ort Eichhorn und später Niederabsdorf, wo er nordöstlich davon linksseitig in die Zaya einmündet. Sein Einzugsgebiet umfasst 86,5 km² in weitgehend offener Landschaft.